# Sergio Ghisalberti
Sergio Ghisalberti (né le 10 décembre 1979 à San Giovanni Bianco dans la province de Bergame, en Lombardie) est un coureur cycliste italien.

## Biographie
Vainqueur en 2003 du Piccolo Giro di Lombardia, Sergio Ghisalberti devient stagiaire dans l'équipe De Nardi de Gianluigi Stanga en 2004. Il passe professionnel l'année suivante dans l'équipe du manager italien devenue Domina Vacanze. Cette première année le voit terminer à la troisième place du Tour du Trentin et participer à son premier grand tour, le Tour d'Espagne.
En 2006, Sergio Ghisalberti poursuit sa carrière au sein de la même structure, formant l'équipe Milram. Dans cette formation construite autour des sprinters Alessandro Petacchi et Erik Zabel, il peut s'exprimer librement en montagne. Il est ainsi neuvième du Tour de Romandie et réalise un Tour d'Italie honorable (21e au classement final et meilleur coureur de l'équipe), avec une neuvième place au sommet du Passo di Furcia. En août, il est troisième de l'étape des lacs de Neila du Tour de Burgos, dont il remporte le classement de la montagne.

## Palmarès

### Palmarès amateur
- 2003
  - Trophée MP Filtri
  - Tour de Lombardie amateurs
  - 2e du Trofeo Torino-Biella
  - 2e de la Cronoscalata Gardone Val Trompia-Prati di Caregno
- 2004
  - Gran Premio Sant'Aniello e San Vincenzo
  - Trofeo Holcim
  - Trento-Monte Bondone
  - Cronoscalata Gardone Val Trompia-Prati di Caregno

### Palmarès professionnel
- 2005
  - 3e du Tour du Trentin

## Résultats sur les grands tours

### Tour d'Italie
3 participations
- 2006 : 21e
- 2007 : abandon (10e étape)
- 2008 : abandon (8e étape)

### Tour d'Espagne
1 participation
- 2005 : 92e